# Noccaea arctica
Noccaea arctica är en korsblommig växtart som först beskrevs av Alf Erling Porsild, och fick sitt nu gällande namn av Josef Holub. Noccaea arctica ingår i släktet backskärvfrön, och familjen korsblommiga växter. Inga underarter finns listade i Catalogue of Life.